# Régates à Argenteuil
Régates à Argenteuil est un tableau réalisé par le peintre impressionniste Claude Monet vers 1872. Il se trouve conservé au Musée d'Orsay.

## Histoire
Monet a vécu avec sa famille de 1871 à 1878 à Argenteuil, aujourd'hui en banlieue parisienne. Il y a peint des dizaines de tableaux de la Seine. Sur les quelque 170 tableaux produits durant cette période, environ la moitié représente le paysage de la Seine. Les régates sont devenues à la mode en France au milieu du XIXe siècle, et après l'expansion du chemin de fer, Argenteuil est devenu un lieu de villégiature populaire pour les Parisiens. Depuis 1850, des régates y étaient organisées et attiraient de nombreux spectateurs le dimanche.
Il est possible que Monet, lorsqu'il a peint Régates à Argenteuil vers 1872, ait utilisé le bateau-atelier qu'il s'était fabriqué et qu'Édouard Manet a capturé dans le tableau Claude Monet peignant dans son atelier où Monet est avec sa femme sur le bateau-atelier. C'est ce qui lui a permis d'obtenir le point de vue bas qui caractérise bon nombre de ses tableaux d'Argenteuil.
En 1876 le peintre et collectionneur Gustave Caillebotte a acheté le tableau à Monet. Le tableau a été acquis en 1894 par legs de Caillebotte, année où il a été légué à l'État. L'œuvre a été exposée au Musée du Luxembourg. Le déménagement du tableau au musée du Louvre a eu lieu en 1929.
En 1947 l'œuvre a été transféré à la Galerie nationale du Jeu de Paume. Finalement, en 1986 le tableau a été transféré au Musée d'Orsay.
L'œuvre a été exposée à Lisbonne en 1965 lors de l'exposition Un siècle de peinture française 1850-1950, organisée par la Fondation Calouste-Gulbenkian.

## Description
Ce tableau est célèbre pour la spontanéité du geste pictural qui indique la vivacité de l'artiste. Le tableau représente une régate à Argenteuil, une ville située juste à côté de Paris, où la Seine s'élargit pour devenir un lac.
Toujours dans le style de l'observation sur le vif et de la peinture « en plein air », Monet représente une régate de voiliers sur la Seine, près de la ville. Le peintre élimine la couleur noire (ce qui sera un trait caractéristique de son style) et rend une vision lumineuse des bateaux en juxtaposant des traits horizontaux de couleur pure. Cette technique est encore plus évidente dans les reflets produits sur l'eau, où les formes des voiles, la rive verte et les maisons ressortent de manière vibrante. Avec son coup de pinceau fragmenté, il exalte la luminosité de l'eau.
Bien que le mouvement impressionniste n'ait été fondé que quelques années plus tard, Régates à Argenteuil présente toutes les caractéristiques du style. Monet était particulièrement intéressé par l'interaction entre la lumière et l'eau. C'est la qualité de la lumière, que le peintre a observée, qu'il essaie de retransmettre par des rapports de valeurs et de couleurs. Les maisons, les voiles et les arbres sont des zones de couleur qui se fragmentent et se reflètent dans l'eau. La juxtaposition de coups de pinceau dans des couleurs complémentaires donne au tableau un aspect puissant.